# Callicephalus nitens
Callicephalus nitens (M.Bieb. ex Willd.) C.A.Mey., 1831 è una specie di pianta angiosperma dicotiledone della famiglia delle Asteraceae. Questa specie è anche l'unica del genere Callicephalus C.A.Mey., 1831.

## Descrizione
Le specie di questa voce sono piante erbacee annuali prive di spine.
Le foglie lungo il caule sono disposte in modo alterno, hanno una lamina lineare-pennatosetta. La superficie è scabra con vene denticolate.
Le infiorescenze si compongono di capolini eterogami terminali e solitari. I capolini sono formati da un involucro a forma da cilindrica a ovoidale composto da brattee (o squame) all'interno del quale un ricettacolo fa da base ai fiori tutti tubulosi. Le brattee dell'involucro, disposte su più serie in modo embricato, sono di varie forme; hanno delle appendici molto larghe che terminano in un corto mucrone marrone; non sono spinose e scariose; normalmente la superficie è bianco-argentata. Il ricettacolo normalmente è sericeo.
I fiori, piccoli, sono tutti del tipo tubuloso. I fiori sono tetra-ciclici (ossia sono presenti 4 verticilli: calice – corolla – androceo – gineceo) e pentameri (ogni verticillo ha 5 elementi). I fiori in genere sono ermafroditi e actinomorfi. Sono presenti dei fiori esterni molto piccoli e sterili.
- Formula fiorale:

- /x K {\displaystyle \infty }, [C (5), A (5)], G 2 (infero), achenio

- Calice: i sepali del calice sono ridotti ad una coroncina di squame.
- Corolla: la corolla in genere è colorata di rosa-porpora.
- Androceo: gli stami sono 5 con filamenti liberi, glabri e papillosi, mentre le antere sono saldate in un manicotto (o tubo) circondante lo stilo.[9]
- Gineceo: lo stilo è filiforme; gli stigmi dello stilo sono due divergenti. L'ovario è infero uniloculare formato da 2 carpelli.

Il frutto è un achenio con pappo. Gli acheni spesso sono dimorfici diversamente costati o papillosi con piccole areole contenenti del elaisoma rudimentale. Le areole hanno due labbra: le labbra inferiori sono incassate e bianche; quelle superiori sono formate da due coste ricurve e bianche. La forma è obpiramidale, angolata con superficie rugosa. Il pericarpo dell'achenio è sclerificato; alla sommità l'achenio è provvisto di una anello denticolato. Il pappo (normalmente deciduo) è inserito in un anello parenchimatico sulla piastra apicale ed è doppio: quello esterno è formato da setole scabre; quello interno da scaglie ampie, lunghe e subulate. L'ilo è basale.

## Biologia
- Impollinazione: l'impollinazione avviene tramite insetti (impollinazione entomogama).
- Riproduzione: la fecondazione avviene fondamentalmente tramite l'impollinazione dei fiori (vedi sopra).
- Dispersione: i semi cadendo a terra (dopo essere stati trasportati per alcuni metri dal vento per merito del pappo – disseminazione anemocora) sono successivamente dispersi soprattutto da insetti tipo formiche (disseminazione mirmecoria).

## Distribuzione
La specie di questa voce si trova dall'Anatolia all'Iran.

## Tassonomia
La famiglia di appartenenza di questa voce (Asteraceae o Compositae, nomen conservandum) probabilmente originaria del Sud America, è la più numerosa del mondo vegetale, comprende oltre 23.000 specie distribuite su 1.535 generi, oppure 22.750 specie e 1.530 generi secondo altre fonti (una delle checklist più aggiornata elenca fino a 1.679 generi). La famiglia attualmente (2021) è divisa in 16 sottofamiglie.
La tribù Cardueae (della sottofamiglia Carduoideae) a sua volta è suddivisa in 12 sottotribù (la sottotribù Centaureinae è una di queste).

### Filogenesi
La classificazione della sottotribù rimane ancora problematica e piena di incertezze. Il genere di questa voce è inserito nel gruppo tassonomico informale Rhaponticum Group formato da 6 generi. La posizione filogenetica di questo gruppo nell'ambito della sottotribù è abbastanza "basale" tra i gruppi informali Volutaria Group e Serratula Group.
Il numero cromosomico della specie di questa voce è: 2n = 28.

### Sinonimi
Sono elencati alcuni sinonimi per questa voce:
- Centaurea nitens M.Bieb. ex Willd.
- Centaurea ramosissima  Freyn & Sint.
- Centaurea ramosissima  Tausch
- Centaurea setifera  Lag.
- Phalolepis nitens  Cass.
- Serratula nitens  Spreng.